# 江都站
江都站，位于中华人民共和国江苏省扬州市江都区仙女镇，是宁启铁路上的火车站，于2005年7月1日启用，上海局集团管辖。原站场规模为1台3线，2013年9月新增一座岛式站台，规模增加至2台5线，截止现在(2021年5月)为3站台5线。

## 歷史
- 2005年7月1日：车站启用。
- 2013年9月11日：新站台启用[3]。
- 2016年5月15日：开始办理动车组客运业务[4]。
- 2020年7月1日：为满足在建连镇客运专线由江都站接入宁启线，江都站开始进行施工改造，停办客运服务[5]。7月28日本站新信号楼启用[6]，8月15日本站恢复客运业务[7]。
- 2021年8月8日，因应2019冠状病毒病在扬州当地的本土传播，为防止疫情扩散，本站客运业务临时停办[8]，直至9月16日恢复[9]。

- 售票处
- 出站口
- 车站站台
- 车站1站台

## 車站周邊
- 江都公路客运北站
- 墩头古寺
- 扬州泰润大酒店会议中心